# Deemston
Deemston é um distrito localizado no estado norte-americano de Pensilvânia, no Condado de Washington.

## Demografia
Segundo o censo norte-americano de 2000, a sua população era de 809 habitantes.
Em 2006, foi estimada uma população de 783, um decréscimo de 26 (-3.2%).

## Geografia
De acordo com o United States Census Bureau tem uma área de
24,9 km², dos quais 24,9 km² cobertos por terra e 0,0 km² cobertos por água.

## Localidades na vizinhança
O diagrama seguinte representa as localidades num raio de 8 km ao redor de Deemston.